# فرانك أو. هورتون
فرانك أو. هورتون هو مربي ماشية وسياسي أمريكي، ولد في 18 أكتوبر 1882 في موسكاتاين في الولايات المتحدة، وتوفي في 17 أغسطس 1948 في شيريدان في الولايات المتحدة. نشط حزبياً في الحزب الجمهوري. وقد انتخب عضو مجلس ولاية وايومنغ ‏ وانتخب عضو مجلس نواب وايومنغ ‏ وانتخب عضو مجلس النواب الأمريكي.